# Bletia stenophylla
Bletia stenophylla är en orkidéart som beskrevs av Rudolf Schlechter. Bletia stenophylla ingår i släktet Bletia och familjen orkidéer. Inga underarter finns listade i Catalogue of Life.